# له کل، موناکو
لَه کل (به لاتین: La Colle) یک منطقهٔ مسکونی در موناکو است که در شهرداری موناکو واقع شده‌است. له کل ۰٫۱۸۸۰۷۳ کیلومتر مربع مساحت و ۲٬۸۲۲ نفر جمعیت دارد.